# 青木啓
青木 啓（あおき ひらく、1929年（昭和4年）11月28日 - 2007年（平成19年）7月23日）は、日本の音楽評論家。

## 概要
東京都出身。音楽雑誌の編集長を務めた後、評論家に転身する。手がけた分野はポップスからジャズ～ラテン音楽と幅広く、アメリカを中心としたポピュラー音楽の動向やヒット曲の紹介のみならず、それを取り巻く社会の出来事にも洞察が深く、民衆の音楽文化史の生き字引的な存在であった。
多数の新盤レコードのライナーノーツを書いたほか、NHK-FM放送「ジャズ・フラッシュ」「世界音楽めぐり」のDJを長く務めた。
2007年7月23日、結腸癌のため東京都杉並区の病院で死去。77歳没。

## 出演
- ステレオコンサート→FMコンサート「ジャズ・フラッシュ」（NHK-FM）
- ゴールデンジャズ＆ポップス「ポップス」（NHK-FM、1985年4月7日 - 1988年4月3日）
- 世界音楽めぐり（NHK-FM）
- ワールドポップスセレクション（NHK-FM、1990年4月7日 - 1992年4月4日）
- 青木啓のEPSON MUSIC MIND

## 著書

### 単著
- 『世界の名曲とレコード アメリカン・ポピュラー編』誠文堂新光社、1966年8月。
- 『ポピュラー音楽200年 フォスターからボブ・ディランまで』誠文堂新光社、1976年1月。
- 『アメリカン・ポピュラー 世界の名曲とレコード』誠文堂新光社、1979年3月。
- 『ワールド・スクリーン・ミュージック』中央公論社〈Chuko CD books〉、1993年3月。ISBN 9784120021909。

### 共著
- 青木啓、日野康一『映画音楽』誠文堂新光社、1969年12月。
  - 青木啓、日野康一『映画音楽』（増補改訂版）誠文堂新光社、1973年8月。
- 青木啓、海野弘『ジャズ・スタンダード100 名曲で読むアメリカ』新潮社〈新潮文庫〉、1988年7月。ISBN 9784101088211。

### CD 監修
- 『スタンダード音辞典』 全25巻、ユニバーサルミュージック、2006年1月-2006年12月。